# Érick Bamy
Érick Bamy, né le 30 novembre 1949 à Pointe-à-Pitre en Guadeloupe, et mort le 27 novembre 2014 au centre hospitalier de Lille, est un chanteur et compositeur français. Il est connu du grand public pour avoir été choriste de Johnny Hallyday durant 25 ans.

## Biographie

### Enfance
Érick Bamy arrive en métropole à Montlhéry en 1953.

### Carrière
À partir de 1967, il est la voix d'un groupe de rhythm and blues, les Frogeaters,. Le groupe se sépare en 1972.
Il fait une apparition dans le film de et avec Jacques Brel : Le Far West, en 1973, crédité au générique sous le nom d'Erick Stevens . Sa sœur, Maddly Bamy, est alors la compagne de Jacques Brel jusqu'à la mort de celui-ci en 1978.
En 1975, Il est engagé par Lee Hallyday comme choriste de Johnny Hallyday, pour lequel il compose également quelques chansons. Sachant rendre son timbre de voix proche de celui d'Hallyday, il réalise régulièrement les balances avant les concerts,. Au début des années 1990, il devient coordinateur artistique du chanteur. Leur collaboration dure 25 ans et s'achève en août 2000 au terme d'une tournée (ce qui fait de lui le musicien à avoir travaillé le plus longtemps avec Johnny). Érick Bamy se consacre alors exclusivement à sa propre carrière et enregistre plusieurs disques.
En novembre 2010, il participe à l'émission La France a un incroyable talent sur M6 et accède à la 3e marche du podium.
En 2012, il forme avec Vigon (participant à la Saison 1 de The Voice : La Plus Belle Voix en 2012) et Jay (membre des Poetic Lover) le trio soul Vigon Bamy Jay.
La même année, il chante en duo sur l'album Country pop de la chanteuse suisse Carol Rich plusieurs chansons de country, dont les versions françaises de Today I Started Loving You Again (en) (Ce matin si on se parlait d'amour), Islands in the Stream (Une île au soleil) et That's How I Got to Memphis (en) (Sur la route de Memphis).
Le trio Vigon Bamy Jay sort le 25 mars 2013 un premier opus intitulé Les Soul Men. Album de reprises, ce disque atteint la 7e place des charts français et devient disque d'or,. Le titre Feelings tiré de cet album est également classé. Leur deuxième album, Love Me Tender, entre aussi dans les classements français. Enregistré l'été précédent, il parait en avril 2015 après la mort d'Érick Bamy survenue le 27 novembre 2014. Le premier clip de cet album dévoilé en janvier 2015 est Can't Help Falling in Love. Tourné à Los Angeles, il met en scène le trio et est dédié au chanteur disparu.

### Mort
Érick Bamy meurt le 27 novembre 2014, au centre hospitalier de Lille, des suites d'un cancer foudroyant, trois jours avant son soixante-cinquième anniversaire. Un hommage public, à l'initiative de son fils Romain, lui est rendu le 3 décembre à la coupole du cimetière du Père-Lachaise. Il est inhumé le même jour au cimetière de Vitry-sur-Seine.

## Famille
Érick Bamy est issue d'une famille guadeloupéenne composée de cinq enfants, deux garçons, Claude (son frère aîné) et trois filles, Évelyne, Maddly, Nelly.
Érick Bamy et sa sœur Maddly Bamy ont coécrit le livre Deux enfants du soleil pour deux monstres sacrés (Johnny Hallyday et Jacques Brel avec lequel Maddly va partager la vie de 1971 jusqu'à sa mort en 1978).

## Discographie

### Singles
- 1967 : Je prends la vie comme elle vient; Je dis toujours OK; Avant que l'été ne soit terminé ; Poupée made in Liverpool (Vogue EPL 8573)
- 1970 : I feel so lonely now ; the promise (Disques Mercury / Barclay 154 661 MCF) : avec les Frogeaters
- 1972 : Mexicana, Sunshine is your name (Carabine 66443) : sous le nom d'Éric Stevens
- 1974 : À la claire fontaine; Toi, la musique et moi (Pathé 2 C 008-12997)
- 1974 : Surtout ne reviens pas; Attends-moi (Sonopresse ST 40180 NA)
- 1977 : Eternally; Super Dude (Barclay 620328) sous le nom de Jim Droppers
- 1978 : We hat it ladida (c'est comme ça); Ridin'on (RCA PB 8246)
- 1981 : Je t'aime moins (Milan SO 40 091)
- 1983 : Nothing from nothing (Oliver Lapouge OL 83001) sous le nom de Central Agency
- 1986 : Holding back the truth (Barclay/EMI SP 1291)
- 1988 : To stop the game ; I got to keep on (EMI 2025427)
- 1989 : Don't play that song (ADES 11165) sous le nom de BLUE FIVE
- 1989 : Why woman now; tell me what you got to do (Vogue VG 108 102312) bande originale de la série David Lansky
- 1990 : Mamma mia (Baxter Music/PolyGram 875 600-7)
- 1992 : Like a river; without you (Phonogram-Philips 866 476-7)
- 1992 : Sailing ships; the dream (Phonogram-Philips)

### Albums
- 1989 : Bande originale de la série David Lansky[7]
- 1992 : Érick Bamy (album sans titre Philips 512834)
- 2005 : Midnight project (jamais sorti)
- 2007 : Best of Rhythm'N'Blues Live

#### Participation
- 2012 : Country pop, album de Carol Rich avec laquelle il interprètes plusieurs duos.

#### Au sein du trioVigon Bamy Jay
- 2013 : Les Soul Men (M6 Music Label)
- 2015 : Love Me Tender (M6 Music Label)

## Ouvrages
- 2003 : Érick Bamy, Maddly Bamy, Deux enfants du soleil pour deux monstres sacrés, Christian Pirot
- 2012 : Érick Bamy, Erick Bamy : de l'ombre à la lumière, chez Carpentier Didier Eds